# Труэба, Антонио де
Антонио де Труэба-и-ла Кинтана, известный также как Антон де лос Кантарес (исп. Antonio de Trueba, 24 декабря 1819, Монтельяно, Бискайя — 10 марта 1889, Бильбао) — испанский поэт и романист, представитель раннего испанского реализма и один из видных представителей «регионалистской» литературы в Испании XIX века.

## Биография
Труэба родился в крестьянской семье на севере Испании. С 1862 года был официальным хронистом и архивистом провинции Бискайя, большую часть жизни провел в Мадриде.

## Творчество
Первые поэтические опыты Антонио де Труэбы относятся к 1852 году. В своих произведениях использовал традиционные приемы народной поэзии. В своих идиллиях изображал крепкий быт баскского крестьянства, не затронутого буржуазной культурой. Воспевал первобытную чистоту нравов и консервативный уклад жизни крестьян.
Автор большого количества маленьких очерков, повестей, рассказов и стихов, в том числе:
- Поэзия
  - Книга песенок (El libro de los cantares, 1852)
- Повести и романы
  - La paloma y los halcones, (исторические новеллы, 1865)
  - El gabán y la chaqueta(роман нравов, 1872)
- Короткие рассказы
  - Народные рассказы (Cuentos popularas, 1853)
  - Розовые рассказы (Cuentos de color de rosa, 1859)
  - Крестьянские рассказы (Cuentos campesinos, 1860)
  - Capítulos de un libro, sentidos y pensados viajando por las Provincias Vascongadas, 1864
  - Разноцветные рассказы (Cuentos de varios colores, 1866)
  - El molinerillo, 1871
  - Новые народные рассказы 1873
  - Соседки
  - Чёрная собака
  - Счастливица
- Исторические повести
  - Сид (El Cid Campeador, 1851)
  - Дочери Сида (Las hijas del Cid, 1859))
- Деловые бумаги
- Современный искупитель (El Rodentor moderno) 1876 и других.

Похоронен в церкви святого Викентия Абандо в Бильбао. В городе установлен памятник писателю и поэту Антонио де Труэба.